# Operação Turko
A Operação Turko (um anagrama de Orkut) é uma operação da Polícia Federal do Brasil deflagrada em 18 de março de 2009. Sua função é derrubar uma rede que propaga pornografia infantil através da rede de relacionamentos. Esta ação iniciou-se após a SaferNet Brasil formular uma lista de URL's e um relatório à CPI da Pedofilia do Senado Federal. Num total de 3261 URLs  denunciados para o site www.denunciar.org.br por anônimos que acessam o site, desde março de 2006, o Google entregou um HD de 30 GB para verificação em 2008, sendo a primeira vez que o site cumpre ordem de transferência deste tipo. Na data de seu lançamento era a maior operação do mundo tratando-se de pedofilia na Internet e site de relacionamento.